# Guido Cencetti
Guido Cencetti (Roma, 1913 – Don, 11 dicembre 1942) è stato un ufficiale italiano decorato di Medaglia d'oro al valor militare.

## Biografia
Dopo aver completato gli studi classici a Roma, si iscrisse alla Facoltà di Medicina e Chirurgia dell'Università di Napoli. Nell'ottobre 1935, in occasione della guerra d'Etiopia, fu arruolato come camicia nera nel VI Battaglione Mitraglieri delle Camicie Nere e, due mesi più tardi, sbarcò a Mogadiscio, in Somalia. Rimpatriato nel luglio 1936 con il grado di sottotenente di complemento di fanteria, fu congedato nell’ottobre dello stesso anno.
Richiamato in servizio nel 1938, partì per la Spagna nell’ottobre di quell'anno e fu assegnato al Battaglione Mitraglieri Frecce Nere. Tornato in Italia, fu nuovamente congedato nel maggio 1939. Alla dichiarazione di guerra, nel giugno 1940, chiese e ottenne di essere richiamato. Inizialmente assegnato all'81º Reggimento di Fanteria in zona di guerra, fu promosso tenente nel novembre e trasferito, su richiesta, al 1º Reggimento Paracadutisti.
Nel giugno 1942, desideroso di tornare in zona di operazioni, fu trasferito al 38º Reggimento di Fanteria della Divisione Ravenna, in partenza per il fronte orientale in Russia cadendo l'11 dicembre 1942 sul Don. L'Università di Napoli gli conferì la laurea honoris causa in Medicina e Chirurgia.